# Teóphilo Bettencourt Pereira
Teóphilo Bettencourt Pereira (Rio de Janeiro, 1900. április 11. – 1988. április 10.) brazil labdarúgócsatár.